# Густерат
Густерат (њем. Gusterath) општина је у њемачкој савезној држави Рајна-Палатинат. Једно је од 103 општинска средишта округа Трир-Сарбург. Према процјени из 2010. у општини је живјело 1.892 становника. Посједује регионалну шифру (AGS) 7235037.

## Географски и демографски подаци
Густерат се налази у савезној држави Рајна-Палатинат у округу Трир-Сарбург. Општина се налази на надморској висини од 261 метра. Површина општине износи 4,4 km². У самом мјесту је, према процјени из 2010. године, живјело 1.892 становника. Просјечна густина становништва износи 429 становника/km².